# Andrea Navedo

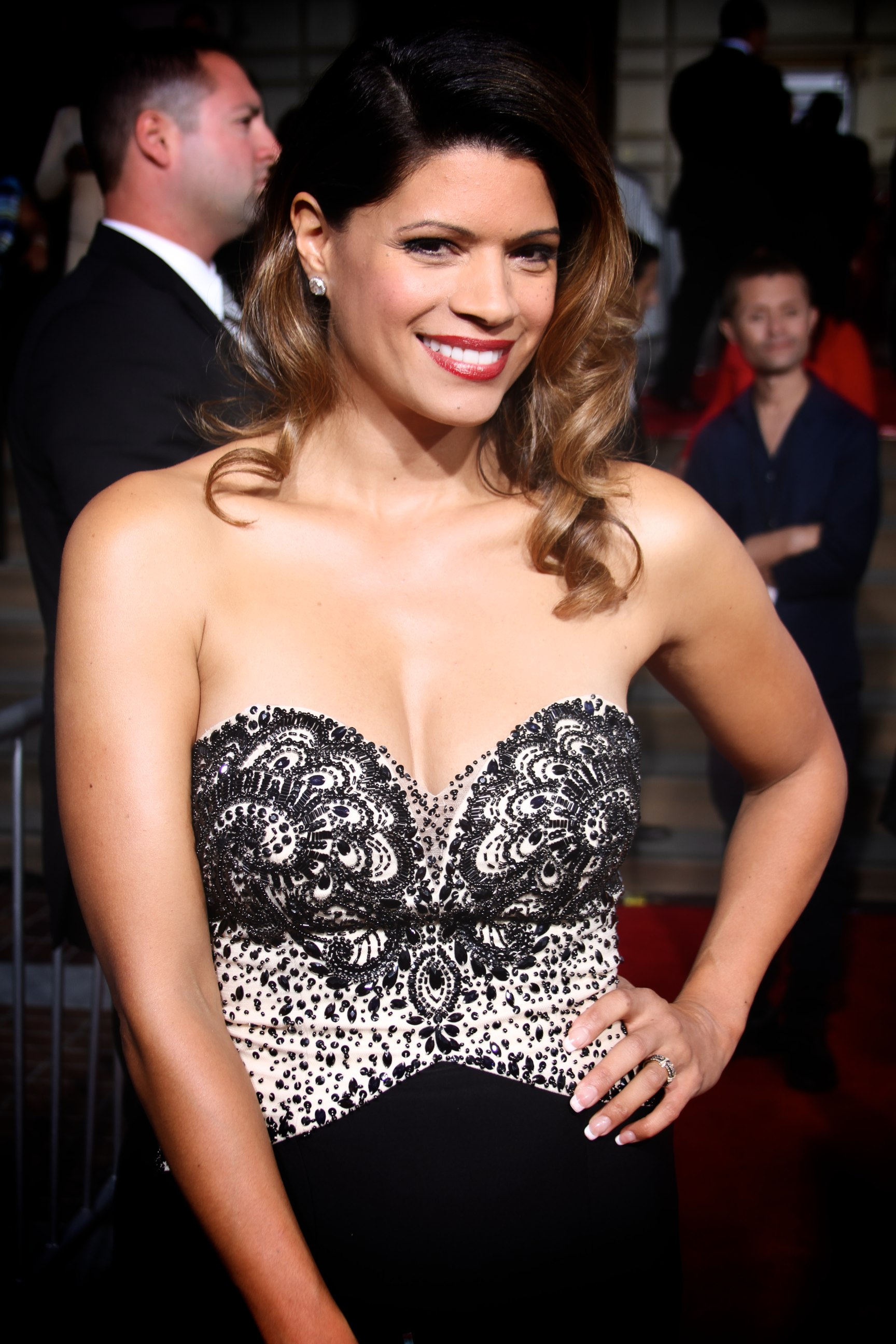
Andrea Navedo (2014)

Andrea Navedo (* 10. Oktober 1977 in der Bronx, New York City) ist eine amerikanische Schauspielerin und Sängerin. Sie ist dafür bekannt, dass sie Xiomara Villanueva in der CW-Dramedy-Serie Jane the Virgin spielt und in den Seifenopern Liebe, Lüge, Leidenschaft und Springfield Story zu sehen ist. In späteren Jahren hatte sie mehrmals Nebenrollen im Primetime-Fernsehen.

## Leben
Navedo wurde in der Bronx geboren. Sie ist eine New Yorker Puertoricanerin der zweiten Generation und in New York aufgewachsen. Sie sagt, sie könne sich gut in ihren Charakter in Jane the Virgin hineinversetzen, da ihre Mutter auch eine alleinerziehende Mutter war.
Im Jahr 1995 absolvierte sie die DeWitt Clinton High School. 1998 schloss sie dann erfolgreich ihren Bachelor in dem Schwerpunkt Kommunikative und Kreative Künste und im Schwerpunkt Theater an der State University of New York in Old Westbury ab.
Sie wurde auch in einem Artikel der DeWitt Clinton Notable Alumni zusammen mit anderen berühmten Alumni wie Stan Lee vorgestellt.
Seit 2000 ist sie verheiratet und hat zwei Kinder, eine Tochter und einen Sohn.
Im Jahr 2014 wurde Navedo als die Rolle der Xiomara „Xo“ Villanueva, der Mutter des Titelcharakters (gespielt von Gina Rodriguez) in der von der Kritik hoch gelobten Dramedy-Serie Jane the Virgin besetzt. Für ihre Leistung erhielt sie den Imagen Award 2015 als beste Nebendarstellerin – Fernsehen.

## Filmografie
- 1995–1997: Liebe, Lüge, Leidenschaft (One Life to Live, Fernsehserie)
- 1996: Girl 6
- 1997: New York Undercover (Fernsehserie, eine Folge)
- 1999–2000: Springfield Story (The Guiding Light, Fernsehserie)
- 2000: The District – Einsatz in Washington (The District, Fernsehserie, eine Folge)
- 2001: Die doppelte Nummer (Double Take)
- 2001–2004: Law & Order (Fernsehserie, 24 Folgen)
- 2002: Washington Heights
- 2002: Porn ’n Chicken (Fernsehfilm)
- 2006: El Cantante
- 2008: Criminal Intent – Verbrechen im Visier (Law & Order: Criminal Intent, Fernsehserie, eine Folge)
- 2009: Damages – Im Netz der Macht (Damages, Fernsehserie, eine Folge)
- 2010: Remember Me – Lebe den Augenblick (Remember Me)
- 2010–2011: Blue Bloods – Crime Scene New York (Blue Bloods, Fernsehserie, 2 Folgen)
- 2011: How to Make It in America (Fernsehserie, 7 Folgen)
- 2012: White Collar (Fernsehserie, eine Folge)
- 2013: Golden Boy (Fernsehserie, 4 Folgen)
- 2013: Law & Order: Special Victims Unit (Fernsehserie, 3 Folgen)
- 2013: Last I Heard
- 2013: Stereotypically Me (Kurzfilm)
- 2014: The Leftovers (Fernsehserie, eine Folge)
- 2014–2019: Jane the Virgin (Fernsehserie, 100 Folgen)
- 2015: Superfast!
- 2016: The Public Access Olympics (Fernsehserie, 3 Folgen)
- 2016–2018: Trolljäger (Trollhunters, Fernsehserie, 10 Folgen, Stimme)
- 2017: Bright
- 2017–2020: Elena von Avalor (Elena of Avalor, Fernsehserie, 4 Folgen, Stimme)
- 2019: 3 von oben (3Below, Fernsehserie, eine Folge, Stimme)
- 2020: The Good Fight (Fernsehserie, 2 Folgen)
- 2021: Before I Go
- 2021–2023: A Million Little Things (Fernsehserie, neun Folgen)
- 2022: The Royal
- 2022: Smile or Hug
- 2023: Miguel Wants to Fight
- 2024: Girl Haunts Boy